# Гура-Вадулуй
Гура-Вадулуй (рум. Gura Vadului) — село у повіті Прахова в Румунії. Входить до складу комуни Гура-Вадулуй.
Село розташоване на відстані 72 км на північ від Бухареста, 34 км на схід від Плоєшті, 131 км на захід від Галаца, 94 км на південний схід від Брашова.

## Населення
За даними перепису населення 2002 року у селі проживали 1369 осіб, з них 1366 осіб (99,8%) румунів. Рідною мовою 1366 осіб (99,8%) назвали румунську.